# Małachowszczyzna
Małachowszczyzna (prononciation : [mawaxɔfʂˈt͡ʂɨzna]) est un village polonais de la gmina de Mszczonów dans le powiat de Żyrardów de la voïvodie de Mazovie dans le centre-est de la Pologne.
Il se situe à environ 7 kilomètres au sud-est de Mszczonów (siège de la gmina), 17 kilomètres au sud-est de Żyrardów (siège de la Powiat) et à 40 kilomètres au sud-ouest de Varsovie (capitale de la Pologne).

## Histoire
De 1975 à 1998, le village appartenait administrativement à la voïvodie de Skierniewice.